# Masayoshi Itō
Masayoshi Itō (伊東 正義 Itō Masayoshi?, 15 de diciembre de 1913 – 20 de mayo de 1994) fue un político japonés. Fungió como Secretario Jefe del Gabinete durante el gobierno del primer ministro Masayoshi Ōhira. 

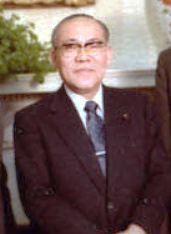
Masayoshi Ito

Tras la repentina muerte de Ōhira el 12 de junio de 1980, Itō asumió el cargo de primer ministro en funciones hasta el día 17 de julio del mismo año, cuando fue sustituido por Zenkō Suzuki. Asumió el cargo de Ministro de Exteriores de Japón desde 1980 hasta 1981.
| Predecesor: Masayoshi Ōhira | Primer ministro de Japón (en funciones) 1980        | Sucesor: Zenkō Suzuki      |
| Predecesor: Saburo Okita    | Ministro de Asuntos Exteriores de Japón 1980 - 1981 | Sucesor: Yoshio Sakurauchi |

- Datos: Q744989
- Multimedia: Masayoshi Ito / Q744989